# Pohronská Polhora
Pohronská Polhora és un poble i municipi d'Eslovàquia. Es troba a la regió de Banská Bystrica.

## Història
La primera menció escrita de la vila es remunta al 1768.

## Demografia
| Godina             | 1994 | 2004   | 2014   | 2024   |
| ------------------ | ---- | ------ | ------ | ------ |
| Nombre de persones | 1592 | 1707   | 1768   | 1678   |
| Diferència         |      | +7,22% | +3,57% | −5,09% |

| Godina             | 2023 | 2024   |
| ------------------ | ---- | ------ |
| Nombre de persones | 1689 | 1678   |
| Diferència         |      | −0,65% |